# Østhusvik
Østhusvik är en tätort i Stavangers kommun i Rogaland fylke i sydöstra Norge. Orten ligger vid Brimsefjorden och hade 696 invånare den 1 januari 2022.
Tidigare har orten tillhört dåvarande Rennesøy kommun.